# Center Valley
Center Valley è una comunità non incorporata nella Upper Saucon Township, nella contea di Lehigh, nello stato americano della Pennsylvania.
Vi hanno sede i campus di due istituzioni universitarie: la DeSales University e la Penn State Lehigh Valley, campus della Pennsylvania State University.